# Lawful Larceny (pel·lícula de 1923)
Lawful Larceny és una pel·lícula muda dirigida per Allan Dwan i protagonitzada per Hope Hampton, Nita Naldi. Lew Cody i Conrad Nagel. Basada en la l’obra de teatre homònima (1922) de Samuel Shipman, es va estrenar el 2 de setembre de 1923. Es considera una pel·lícula perduda.

## Argument
Mentre la seva dona és de viatge per Europa Andrew Dorsey és atrapat per la femme fatale Vivian Hepburn, propietària d'una casa d'apostes, i el seu soci Guy Tarlow. Dorsey perd tants diners que es veu obligat a entregar a Vivian un xec de la seva empresa per una gran suma de diners. Marion Dorsey torna d'Europa i s'assabenta del problema del seu marit, per lo que decideix intentar recuperar el xec. Es disfressa de vídua adinerada i sedueix Tarlow fins a persuadir-lo perquè robi la caixa forta de Vivian per fugir junts. Un cop aconseguit el contingut, ho torna tot a la furiosa Vivian excepte el xec i els diners que va perdre el seu marit.

## Repartiment
- Hope Hampton (Marion Dorsey)
- Conrad Nagel (Andrew Dorsey)
- Nita Naldi (Vivian Hepburn)
- Lew Cody (Guy Tarlow)
- Dolores Costello (Nora, la criada)
- Russell Griffin (Sonny Dorsey)
- Yvonne Hughes (Billy Van de Vere)
- Gilda Gray (ballarina)
- Florence O'Denishawn (ballarina)
- Alice Maison (ballarina)